# 1 Aquarii
1 Aquarii é um sistema binário de estrelas na constelação do zodíaco de Aquarius, cerca de 257 anos-luz de distância do sol. 1 Aquarii é a designação Flamsteed. É visível a olho nu como uma estrela tênue em tons de laranja com uma magnitude visual aparente de 5.151 localizada um grau ao norte do equador celestial.  O sistema está se movendo para mais perto da Terra com uma velocidade radial heliocêntrica de -41 km/s.
A observação sistemática para determinar a órbita desse sistema começou em 2002, cerca de oitenta anos após as primeiras medições de velocidade radial. É um binário espectroscópico de linha única com um período orbital de 1,966.7 d (5.385 yr) e uma excentricidade de 0,368.  O componente visível é uma estrela gigante envelhecida com uma classificação estelar de K1III.  Na idade de 1,26  mil milhões de anos de idade é um aglomerado gigante vermelho, o que indica que está no ramo horizontal e está gerando energia através da fusão de hélio em seu núcleo. A estrela tem 1,5 vezes a massa do Sol e se expandiu para 11 vezes o raio do Sol. Ele está irradiando 53,7 vezes a luminosidade do Sol de sua fotosfera ampliada a uma temperatura efetiva de 4.715 K.
A massa do companheiro parece pequena, sugerindo uma anã vermelha não superior à classe M5. Além do companheiro espectroscópico, existem dois companheiros ópticos fracos que não têm relação física com 1 Aqr.

## Etimologia
1 Aquarii era conhecido pelos antigos como al-sa'd al-malik, ou "a estrela da sorte do rei". A interpretação das vogais árabes não expressas, al-sa'd al-mulk, fornece uma tradução alternativa de "a estrela da sorte do reino". Em inglês, o nome é Sadalmelik (ou Sadalmelek ), embora raramente seja usado hoje.